# Juri Leonidowitsch Jerschow

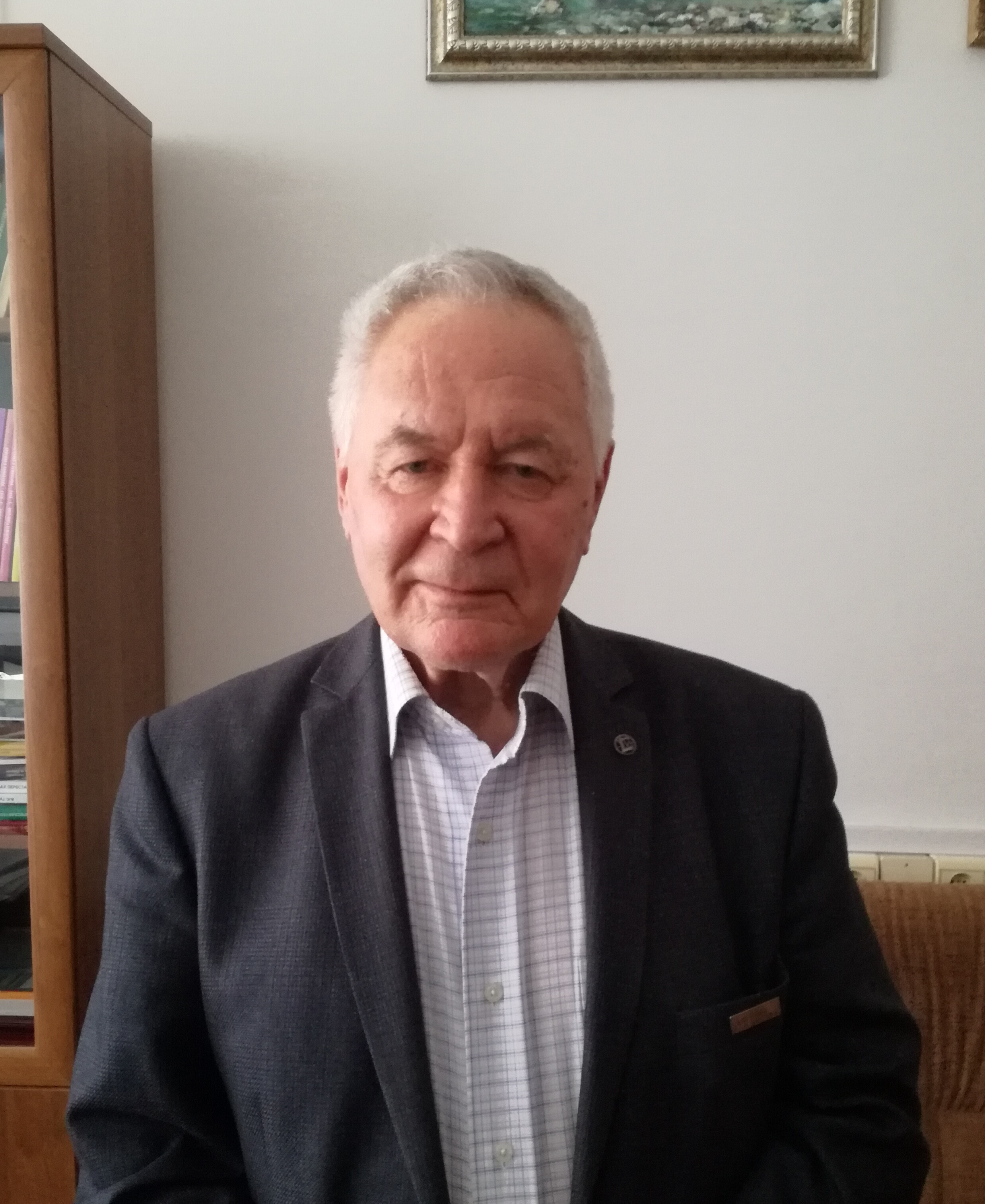
Juri Leonidowitsch Jerschow

Juri Leonidowitsch Jerschow (russisch Юрий Леонидович Ершов, englisch Yury Ershov; * 5. Januar 1940 in Nowosibirsk) ist ein russischer Mathematiker, der sich mit mathematischer Logik beschäftigt.
Jerschow wurde 1963 an der Universität Nowosibirsk bei Anatoli Malzew promoviert („Über die Entscheidbarkeit elementarer Theorien“) und wurde dort 1967 Professor für Algebra und mathematische Logik und Leiter der Abteilung mathematische Logik. 1973 bis 1976 war er dort Dekan der mathematischen Fakultät und 1985 wurde er Rektor der Universität. Er ist zurzeit Direktor des Sobolew-Instituts in Nowosibirsk.
Anlässlich eines USA-Besuchs Jerschows 1980 im Rahmen des Fulbright-Programms warfen ihm 40 Mathematiker der University of California, Berkeley, und anderer Hochschulen- darunter Leon Henkin, Julia und Raphael Robinson, John L. Kelley, Stephen Smale, Burton Dreben, Hilary Putnam, Akihiro Kanamori, Hartley Rogers, Sy Friedman und Richard A. Shore – die Beteiligung an antisemitischer Politik gegenüber jüdischen Kollegen in der UdSSR vor und riefen zum Boykott auf. Jerschow wies die Vorwürfe zurück und stellte fest, dass er sich in seiner Arbeit nie von rassistischen Vorurteilen leiten gelassen habe.
Jerschow beschäftigte sich mit mathematischer Logik, Modelltheorie und Zahlentheorie.
Er war seit 1970 korrespondierendes Mitglied der Russischen Akademie der Wissenschaften und ist seit 1990 deren Mitglied. Außerdem ist er in deren sibirischer Abteilung und seit 1986 dort im Präsidium. Seit 1968 ist er Mitglied der Association of Symbolic Logic. 1970 war er Invited Speaker auf dem Internationalen Mathematikerkongress in Nizza (La theorie des enumerations) und 1966 in Moskau (Elementare Körpertheorien). 2013 wurde er mit dem Demidow-Preis ausgezeichnet, 2023 mit der Lobatschewski-Medaille.
Er sollte nicht mit dem Informatiker Andrei Petrowitsch Jerschow verwechselt werden, der 1955 eine der ersten Programmiersprachen entwickelte.
Jerschows älterer Bruder ist der Ökonom und Mathematiker Waleri Leonidowitsch Makarow.

## Schriften (Auswahl)
- Theorie der Numerierungen, Zeitschrift für mathematische Logik und Grundlagen der Mathematik, Teil I Bd. 19, S. 289–388 1973, Teil II Bd. 21, S. 473–584 1975, Teil III Bd. 23, S. 289–371 1977 (deutsch)
- Theorie der Zahlen, Nauka 1977 (russisch)
- mit S.S.Gontscharow: Constructive Models, New York, Kluwer 2000
- mit E.A.Paljutin: Mathematische Logik, Nauka, Moskau 1987 (russisch), Mathematical Logic, MIR 1990 (englisch)
- Definability and Computability, New York, Plenum 1996
- Probleme der Entscheidbarkeit und konstruktive Modelle, Nauka, 1980 (russisch)
- Recursive Model Theory, 2 Bände, Elsevier 1998
- Multi-valued fields, Kluwer 2001